# Mateo Chávez
Mateo Chávez García (San Pedro Garza García, 12 maggio 2004) è un calciatore messicano, difensore dell' AZ Alkmaar.

## Biografia
È figlio dell'ex calciatore Paulo Chávez.

## Caratteristiche tecniche
È un terzino sinistro.

## Carriera

### Club
È cresciuto nel settore giovanile del Guadalajara e nel 2022 è stato assegnato alla formazione filiale del Tapatío in Liga de Expansión MX. Ha debuttato il 16 ottobre nell'incontro pareggiato 1-1 contro il Dorados ed ha segnato il primo gol l'8 settembre 2023 decidendo la partita contro i Mineros de Zacatecas.
Promosso in prima squadra ad inizio 2024, Ha fatto il suo esordio il 14 gennaio nell'incontro di Liga MX pareggiato 1-1 contro il Santos Laguna.

### Nazionale
Ha giocato con le nazionale messicana Under-23.
Il 7 giugno 2025 esordisce in nazionale maggiore nell'amichevole persa 2-4 in casa contro la Svizzera.

## Statistiche

### Presenze e reti nei club
Statistiche aggiornate al 2 luglio 2025.
| Stagione        | Squadra         | Campionato      | Campionato | Campionato | Coppe nazionali | Coppe nazionali | Coppe nazionali | Coppe continentali | Coppe continentali | Coppe continentali | Altre coppe | Altre coppe | Altre coppe | Totale | Totale | Totale |
| Stagione        | Squadra         | Comp            | Pres       | Reti       | Comp            | Pres            | Reti            | Comp               | Pres               | Reti               | Comp        | Pres        | Reti        | Pres   | Reti   |        |
| --------------- | --------------- | --------------- | ---------- | ---------- | --------------- | --------------- | --------------- | ------------------ | ------------------ | ------------------ | ----------- | ----------- | ----------- | ------ | ------ | ------ |
| 2022-2023       | Tapatío         | EMX             | 27         | 0          | -               | -               | -               | -                  | -                  | -                  | -           | -           | -           | 27     | 0      |        |
| 2023-2024       | Tapatío         | EMX             | 12         | 2          | -               | -               | -               | -                  | -                  | -                  | -           | -           | -           | 12     | 2      |        |
| 2023-2024       | Guadalajara     | LMX             | 11         | 0          | -               | -               | -               | CCC                | 2                  | 0                  | LC          | 0           | 0           | 13     | 0      |        |
| 2024-2025       | Guadalajara     | LMX             | 26         | 0          | -               | -               | -               | CCC                | 3                  | 0                  | LC          | 2           | 0           | 31     | 0      |        |
| Totale Chivas   | Totale Chivas   | Totale Chivas   | 37         | 0          |                 | -               | -               |                    | 5                  | 0                  |             | 2           | 0           | 44     | 0      |        |
| Totale carriera | Totale carriera | Totale carriera | 76         | 2          |                 | -               | -               |                    | 5                  | 0                  |             | 2           | 0           | 83     | 2      |        |

### Cronologia presenze e reti in nazionale
| Cronologia completa delle presenze e delle reti in nazionale ― Messico | Cronologia completa delle presenze e delle reti in nazionale ― Messico | Cronologia completa delle presenze e delle reti in nazionale ― Messico | Cronologia completa delle presenze e delle reti in nazionale ― Messico | Cronologia completa delle presenze e delle reti in nazionale ― Messico | Cronologia completa delle presenze e delle reti in nazionale ― Messico | Cronologia completa delle presenze e delle reti in nazionale ― Messico | Cronologia completa delle presenze e delle reti in nazionale ― Messico |
| Data                                                                   | Città                                                                  | In casa                                                                | Risultato                                                              | Ospiti                                                                 | Competizione                                                           | Reti                                                                   | Note                                                                   |
| ---------------------------------------------------------------------- | ---------------------------------------------------------------------- | ---------------------------------------------------------------------- | ---------------------------------------------------------------------- | ---------------------------------------------------------------------- | ---------------------------------------------------------------------- | ---------------------------------------------------------------------- | ---------------------------------------------------------------------- |
| 7-6-2025                                                               | Salt Lake City                                                         | Messico                                                                | 2 – 4                                                                  | Svizzera                                                               | Amichevole                                                             | -                                                                      |                                                                        |
| 22-6-2025                                                              | Paradise                                                               | Messico                                                                | 0 – 0                                                                  | Costa Rica                                                             | Gold Cup 2025 - 1° turno                                               | -                                                                      | 70’                                                                    |
| 28-6-2025                                                              | Glendale                                                               | Messico                                                                | 2 – 0                                                                  | Arabia Saudita                                                         | Gold Cup 2025 - Quarti di finale                                       | -                                                                      | 60’                                                                    |
| 2-7-2025                                                               | Santa Clara                                                            | Messico                                                                | 1 – 0                                                                  | Honduras                                                               | Gold Cup 2025 - Semifinale                                             | -                                                                      | 47’ 71’                                                                |
| Totale                                                                 |                                                                        | Presenze                                                               | 4                                                                      |                                                                        | Reti                                                                   | 0                                                                      |                                                                        |

## Palmarès

### Nazionale
- Gold Cup: 1

2025